# Clytus fibularius
Clytus fibularius är en skalbaggsart som beskrevs av Holzschuh 2003. Clytus fibularius ingår i släktet Clytus och familjen långhorningar. Inga underarter finns listade i Catalogue of Life.